# Nicola Fontanive
Nicola Fontanive (Belluno, 25 ottobre 1985) è un preparatore atletico ed ex hockeista su ghiaccio italiano, di ruolo attaccante.

## Biografia
È figlio di Primo Fontanive, che da giocatore ha vestito a lungo la maglia dell'Alleghe tra gli anni Settanta e Ottanta, sedendo poi a più riprese anche sulla panchina del sodalizio agordino. Anche i fratelli minori Diego e Davide hanno giocato in massima serie con la maglia dell'Alleghe.

## Carriera

### Club
Fontanive esordì in Serie A nella stagione 2002-03 con 3 presenze. Nella stagione 2010-2011 militò nella squadra dei Frisk Asker Ishockey, nel campionato di prima divisione norvegese. Fu così il primo hockeista italiano della storia a militare in questo campionato.
Dalla stagione 2011-2012 fece ritorno all'Alleghe Hockey. Nell'estate del 2013, in seguito alla mancata iscrizione in Elite.A del club veneto Fontanive firmò con l'Hockey Milano Rossoblu.
Dopo due stagioni a Milano Fontanive tornò a giocare in Veneto firmando un contratto con il Cortina.
Al termine della stagione 2016-2017 ha annunciato il ritiro per trasferirsi con la famiglia a Cincinnati, dove la moglie lavora. Qui ha avviato la sua attività di personal trainer. Nella stagione 2018-2019 ha fatto parte del coaching staff della Miami University come assistente allenatore.
Nel 2022 ha accettato l'incarico di preparatore atletico "a distanza" dell'Alleghe.

### Nazionale
Dal 2003 al 2014 Fontanive rientrò regolarmente nel giro della Nazionale italiana: prese parte a quattro mondiali di Prima divisione, Eindhoven 2005 (5 partite, 1 assist), Torun 2009 (5 partite, 3 gol e 3 assist), Budapest 2011 (4 partite, 1 assist) e Budapest 2013 (5 partite, 4 assist); mentre nel Gruppo A prese parte alle edizioni del 2006, del 2008, del 2010, del 2012 e del 2014. Nel mondiale giocato in Canada nel 2008 risultò il top scorer del Blue Team con 2 gol e un assist, mentre nel mondiale tedesco del 2010 fu premiato come uno dei tre migliori giocatori italiani. Partecipò inoltre alle Olimpiadi di Torino 2006 disputando 3 partite.
Dopo aver vestito per oltre dieci anni la maglia azzurra, nel mese di ottobre del 2014 ufficializzò il suo addio alla Nazionale.

## Palmarès

### Nazionale
- Campionato mondiale di hockey su ghiaccio - Prima Divisione: 3

Paesi Bassi 2005, Polonia 2009, Ungheria 2011

### Individuale
- Top 3 Player on Team del Campionato mondiale di hockey su ghiaccio: 1

Germania 2010